# Иванов, Всеволод Михайлович (историк)
Все́волод Миха́йлович Ива́нов (1930—2013) — советский и российский историк, партийный деятель, доктор исторических наук (1970).

## Биография
В 1953 году окончил исторический факультет ЛГУ имени А. А. Жданова. Работал в научных и учебных заведениях, партийных и государственных органах Москвы и Ленинграда. Член ВКП(б) с 1950 года. В 1959 году защитил кандидатскую диссертацию «Коммунистическая партия в борьбе за ленинское единство своих рядов в конце восстановительного периода (1924—1925 гг.)», в 1970 году — докторскую «Ленинградская партийная организация в борьбе против троцкизма (1923—1927 гг.)».
С 1992 года — сопредседатель объединения «В защиту прав коммунистов», выступал в качестве эксперта со стороны КПСС на процессе в Конституционном суде по «делу КПСС». В 1993 избирался делегатом второго восстановительного съезда КПРФ, членом комиссии съезда по Уставу. В 1994—1995 консультант комитета Государственной думы по делам общественных объединений и религиозных организаций, также в 1994—1996 эксперт фракции КПРФ в Государственной думе. Член центрального совета объединения «Российские учёные социалистической ориентации» (РУСО), избирался сопредседателем РУСО. Член редакционной коллегии газеты «Ленин и Отечество». Консультант отдела аналитических разработок аналитического управления аппарата Государственной думы. Автор около 200 научных работ по проблемам истории и политологии, в том числе 15 монографий и брошюр.

## Публикации
- Иванов В. М., Шмелёв А. Н. Ленинизм и идейно-политический разгром троцкизма. Лениздат, 1970.
- Гусев К. В., Ваганов Ф. М., Иванов В. М. Строительство социализма в СССР и крах оппортунизма. Политиздат, 1982.
- Голуб П. А., Грунт А. Я., Иванов В. М., Иоффе Г. З., Миллер В. И., Кораблёв Ю. И. Октябрьская революция: вопросы и ответы. Политиздат, 1987.